# أتاي

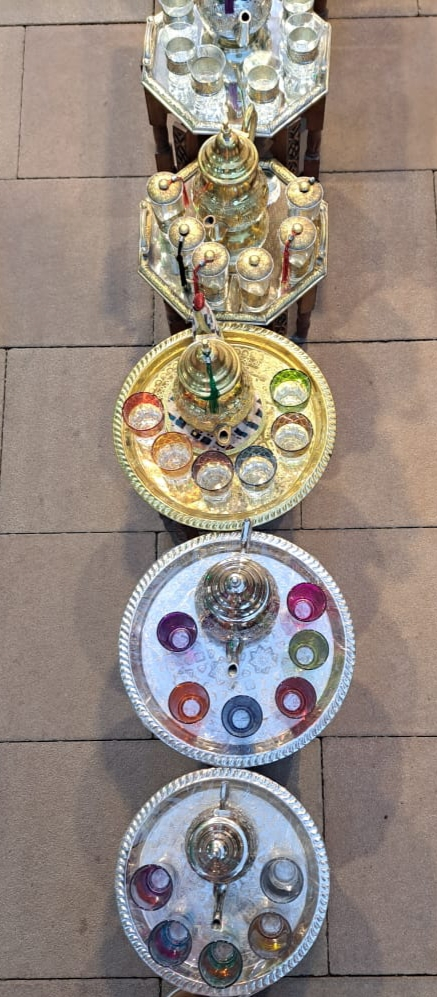
صينية الشاي المغربية

أتاي المعروف أيضًا بالشاي بالنعناع المغربي هو مشروب ساخن من الشاي. ينتشر بكثرة في دول المغرب العربي خاصة المغرب وتونس والجزائر وموريتانيا بمسمى "أتاي". يتواجد دائما في موائد الطعام المغاربية، وفي دواوين الشعراء و الأدباء. وقد يتم استبدال النعناع بالشيبة، خصوصا في فصل الشتاء. وهو كذلك مشهور في ليبيا، خاصة في الولائم الاجتماعية كالأفراح وغيرها ويسمى بـ"شاهي العالة".
يعتبر شاي النعناع أساسي للحياة الاجتماعية في المنطقة المغاربية. يمكن أن تأخذ الوجبة شكلًا احتفاليًا، خاصة عند إعدادها للضيف. يُعد الشاي بشكل تقليدي من قبل رب البيت في الأسرة ويُقدم للضيوف كعلامة على حسن الضيافة. عادة، يُقدم ما لا يقل عن ثلاثة أكواب من الشاي  ويُستهلك الشاي طوال اليوم كنشاط اجتماعي. النعناع الأصلي نانا يمتلك رائحة واضحة ونفاذة وخفيفة، وهو النعناع الذي يستخدم تقليديا في شاي النعناع المغربي. تُستخدم أحيانًا هجائن وأصناف أخرى من النعناع، بما في ذلك يربا بوينا، كبديل لنعناع نانا. في المغرب، يُعطر شاي النعناع أحيانًا بالأعشاب أو الزهور أو ماء زهر البرتقال. في موسم البرد، يُضيفون العديد من الأعشاب الدافئة مثل النعناع الأوربي وشيح ابن سينا.

## التاريخ

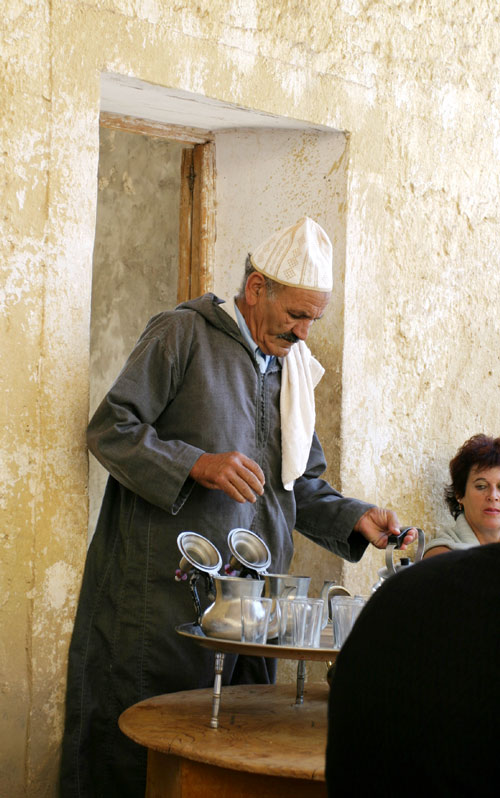
رجل مغربي يحضر أتاي

أدخل البريطانيون شاي البارود إلى شمال إفريقيا في القرنين الثامن عشر والتاسع عشر عبر المغرب والجزائر. سجل جيمس ريتشاردسون وصفًا لحفل شاي مغربي في أربعينيات القرن التاسع عشر، وقال إنه خلال رحلاته كان الشاي يُشرب على نطاق واسع وطوال اليوم. خلال حرب القرم في خمسينيات القرن التاسع عشر، حولت شركة الهند الشرقية البريطانية الشاي المخصص لدول البلطيق إلى المغرب، مما أدى إلى زيادة وفرة الشاي. بحلول أوائل القرن العشرين، أصبح شاي النعناع راسخًا في المغرب.

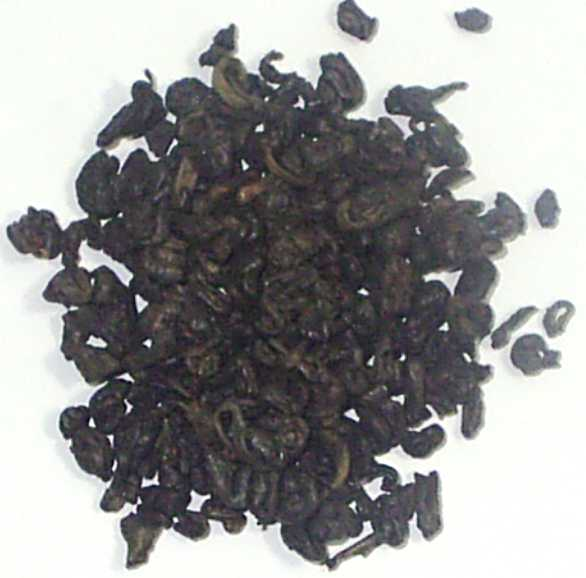
البارود النوع الأكثر استعمالا لتحضير الأتاي

بدأ انتشاره عبر المغرب في منتصف القرن التاسع عشر لما صار يتعاطى التجارة مع أوروبا. وهكذا يبدو أن دخول الشاي إلى المغرب كان في عصر السلطان المولى إسماعيل حيث تلقى أبو النصر إسماعيل أكياسا من السكر والشاي ضمن مجموع الهدايا المقدمة من قبل المبعوثين الأوربيين للسلطان العلوي تمهيدا لإطلاق سراح الأسرى الأوربيين مما يدل على ندرته في البلاد المغاربية.

## الاستهلاك
حسبما ذكر موقع "أطلس العالم" يعد المغرب المستهلك الثاني في العالم والاول في المنطقة المغاربية في استهلاك الشاي حيث يستهلك الفرد 4,34 كغ سنوياً تليه مغاربيًا موريتانيا بـ3,22 كغ. ويعد الشاي الاخضر هو الشاي الأكثر استهلاكا بالمغرب.

## طريقة التحضير
المكونات الأساسية للشاي هي الشاي الأخضر وأوراق النعناع الطازجة والسكر والماء المغلي. يمكن أن تختلف نسب المكونات ووقت التحضير كثيرًا يُستخدم الماء المغلي في المغرب العربي، بدلاً من الماء البارد المستخدم في شرق آسيا لتجنب المرارة. تترك الأوراق في القدر أثناء استهلاك الشاي، وتغير النكهة من كوب إلى آخر.
طريقة تحضير الأتاي طويلة ومعقدة بعض الشيء، تضاف كمية من الشاي الأخضر إلى كمية ضخمة من النعناع الطازج (أو أي معطر آخر) و السكر، تقريبا 5 ملاعق صغيرة لكل ملعقة واحدة من الشاي.
يغسل الشاي بكمية قليلة من الماء المغلي و يضاف إلى إبريق الشاي المعروف محليا ب "البراد" بالإضافة إلى السكر و الماء المغلي و يوضع على النار حتى ينضج ثم يضاف المعطر المختار عادة النعناع

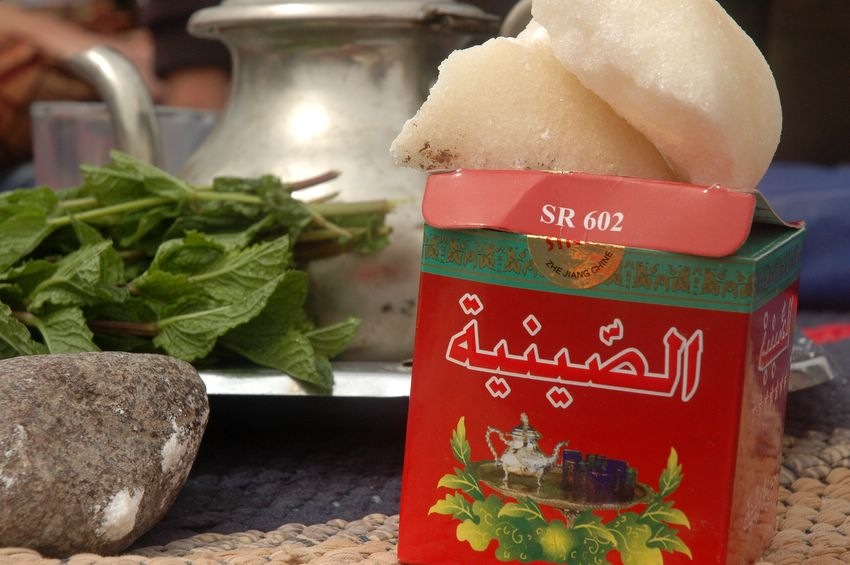
المكونات.
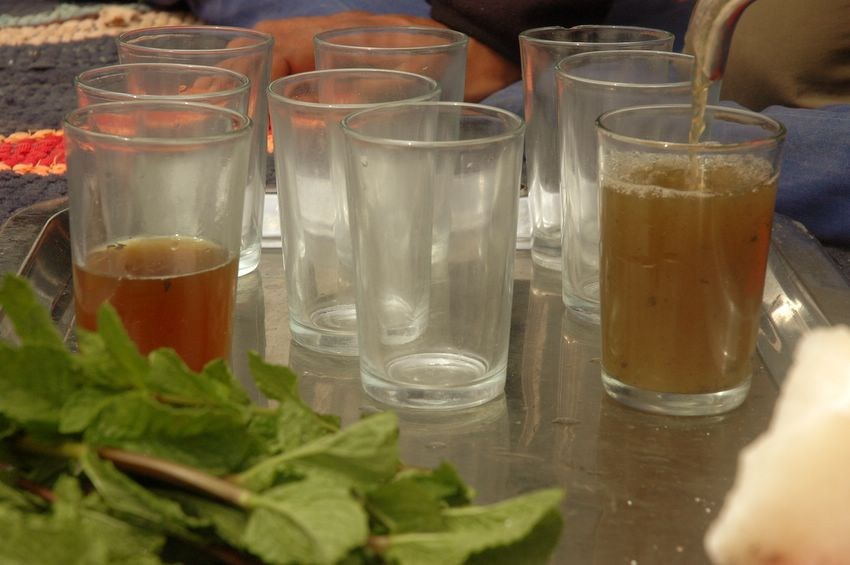
تنظيف الشاي.
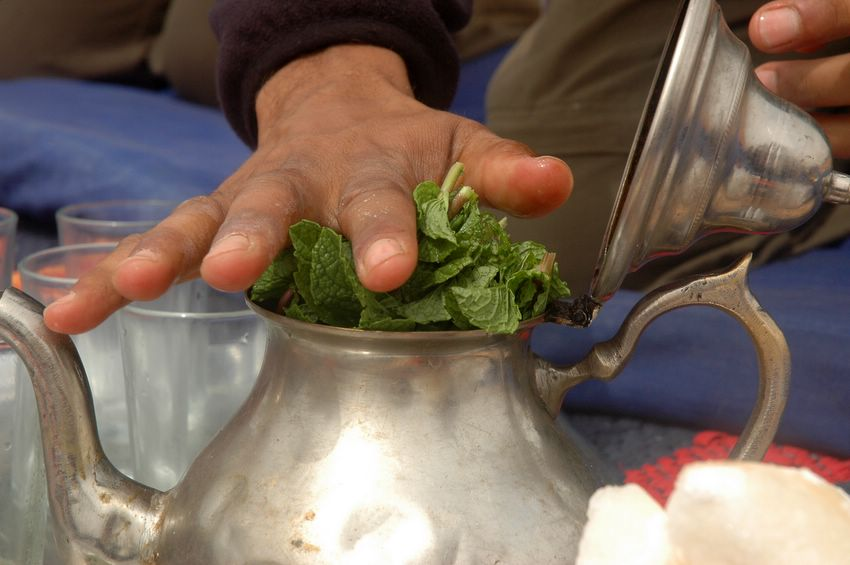
إضافة النعناع.
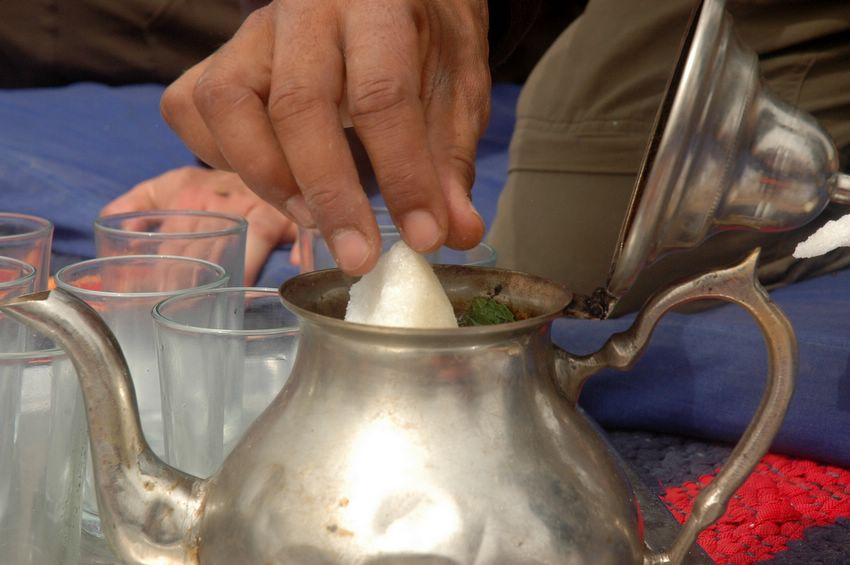
إضافة السكر.
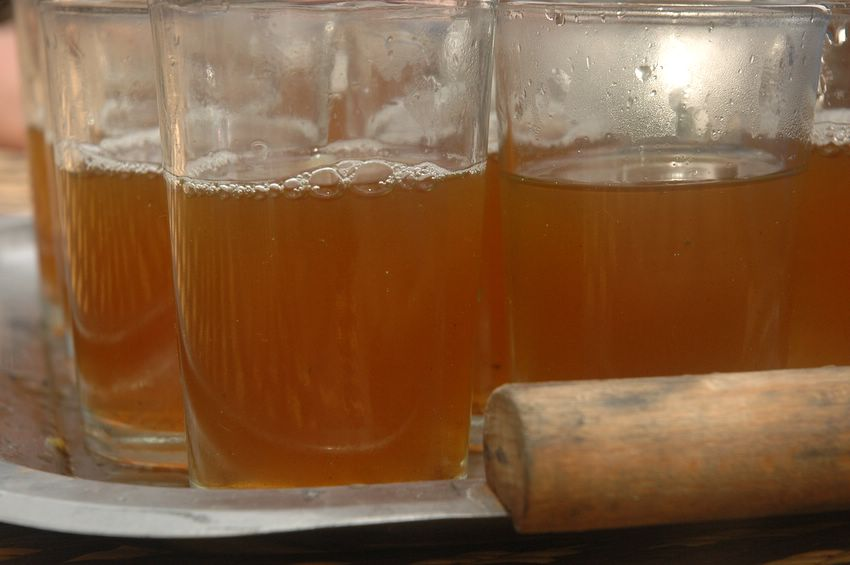
محضر للشرب.

### طريقة تحضير الأتاي بالطريقة المغربية الصحراوية

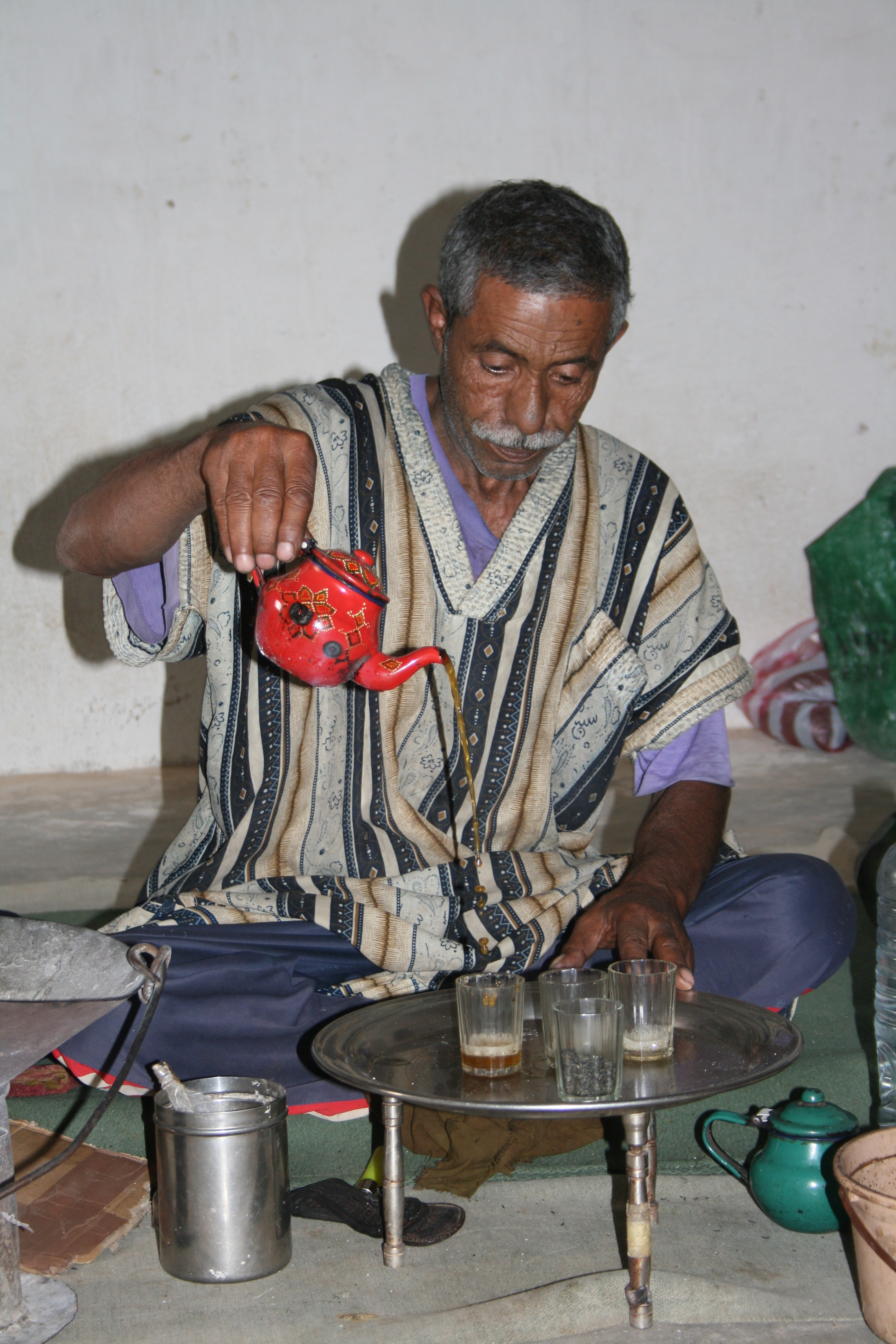
حفل الشاي الصحراوي،

يتم تسخين الماء في مغلي الماء"المقراش". في نفس الوقت نقوم بوضع تقريبا ملعقة ونصف كبيرة من الشاي الأخضر في الإبريق"البراد". عندما يسخن الماء نضيفه إلى البراد ثم نضعه فوق النار تقريبا 8 دقائق، ثم نرفعه من على النار. نضع النعناع ثم نضع بسرعة معه السكر لكي لايحترق النعناع، ثم نقلبه في كؤوس من الزجاج من كأس لكأس حتى تتشكل رغوة رفيعة.

### طريقة تحضير الشاي في موريتانيا
لتحضير الشاي في موريتانيا لابد من تطبيق خطوات ثلاث في مقدمتها وضع الماء في الإبريق و وضعه على النار وتركه لمدة دقيقة أو دقيقتان. بعد ذلك، إضافة كمية مناسبة من الشاي الأخضر المعورف في موريتانيا "بالورك" حسب كمية الماء في الإبريق وتركه على النار لمدة دقيقة. بعدها الخطوة الأخير والتي هي طرح الإبريق على مائدة الشاي واضافة ملعقة أو معلقتان من السكر ووضع النعناع ليصبح الشاي جاهزا للشرب.

### طقوس

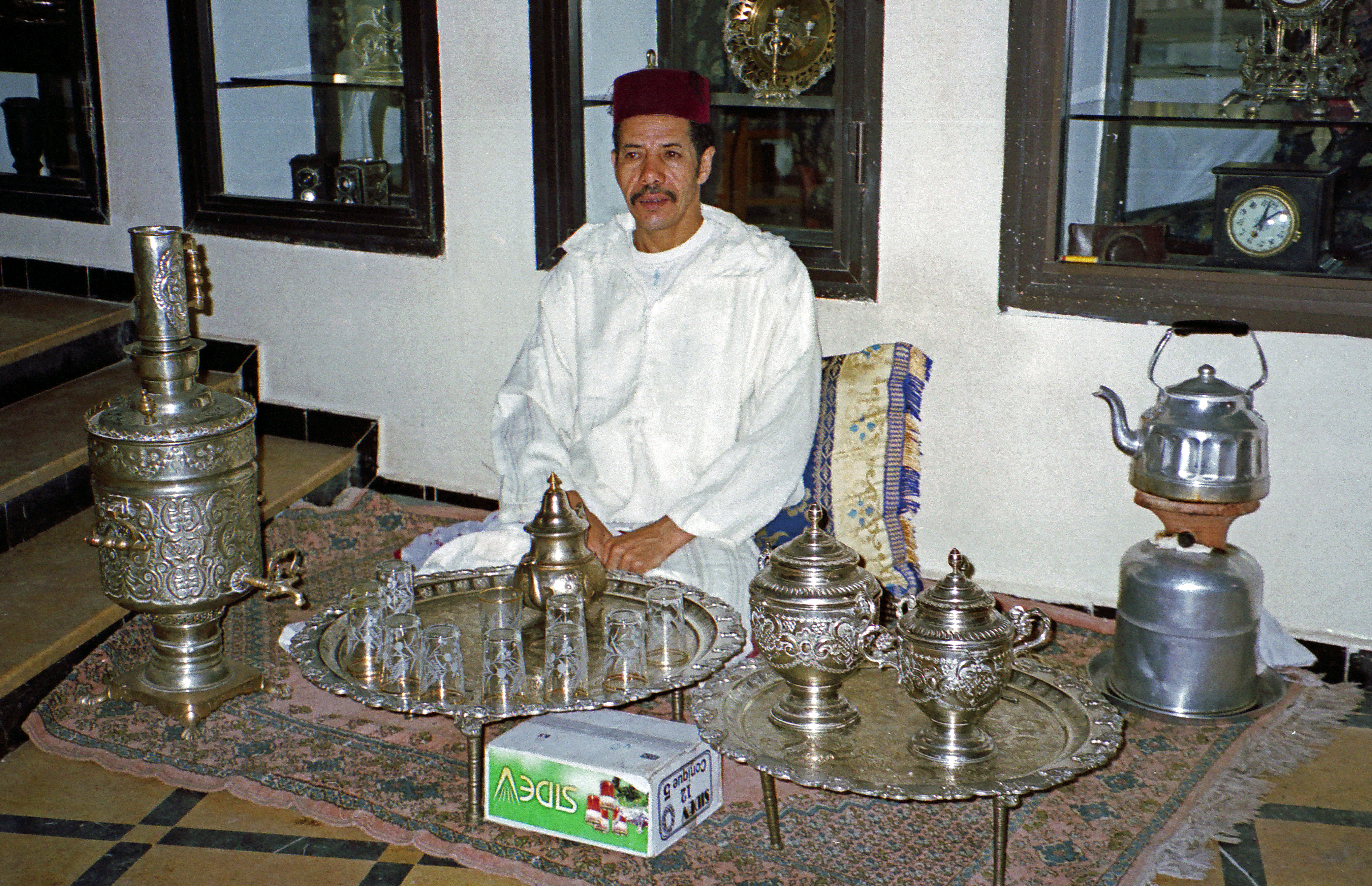

أبدع سكان المغرب في تحضيره وتذوقه، وجعلوا له طقوسا احتفالية، لا تقتصر على المناسبات والأعياد فقط، بل أصبحت جزءا من الحياة اليومية، حيث يحضر طوال النهار، وفي جميع الأوقات سواء في الصباح الباكر، أو حتى في ساعة متأخرة من الليل، على الرغم من أنه يعتبر منبها قويا. والشاي عند المغاربة قبل أن يكون مشروبا يوميا، هو أيضا وسيلة للترحيب بالضيوف، إذ لا يمكن أن تدخل بيتا، إلا وسارعوا إلى إحضار صينية الشاي، إذ يعتبر من قلة الذوق أن يحل بالبيت ضيف ويذهب إلى حال سبيله من دون أن يتناول كأس شاي.
في طريقة إعداد الشاي على الطريقة المغربية، هو جمالية الأدوات المستعملة لتحضيره وتقديمه، فالصينية والبراد (إبريق) مصنوعان من معدن الفضة الخالصة، أو من معدن مشابه له، والخاصية المشتركة بينهما هي اللمعان، كما أن الصينية تكون مزينة بنقوش يدوية، وكذلك الشأن بالنسبة للبراد، الذي يتخذ شكلا فريدا وشامخا، وتعد مدينة فاس المنبع الرئيسي لأدوات الشاي، حيث حافظ الحرفيون على هذه الصناعة التقليدية التي تحمل بصمة أندلسية، تدل على البذخ والفخامة. وترافق الصينية والبراد، أدوات أخرى يطلق عليها الربايع وهي ثلاث علب من نفس المعدن، تكون مخصصة للشاي والسكر والنعناع.

## ثقافة
تمت المسابقة العالمية لأحسن شاي في المملكة المغربية سنة 1992 بالدار البيضاء تحت إشراف جامعة اليونيسكو للمشروبات، تم اختيار المغرب لتنظيم هذه التظاهرة لأنه جاء في موقع استراتيجي يجاور الصحراء المعروفة بالشاي الصحراوي عند المغاربة وقد حصل الحاج عبد العاطي الجوهري مغربي الأصل على المرتبة الأولى لم تكن هناك جائزة مالية كانت أحسن من ذلك بقدر ما أنه قد نقش اسمه على أكبر مصنع بالصين أكبر بلد منتج للشاي وقد أعطة شركة مغربية للشاي اسم عرق أو أصله الذي كان من مدينة الصويرة (شاي الصويري)[محل شك].

### في الأدب
يحتل الشاي مكانة مرموقة في الأدب المحلي بحكم تعلق المحليين به و نجدة حاضرا في عدة أشكال من الأدب كا "الأرجوزة الفائقة المستعذبة الرائقة فيما يحتاج الأتاي إليه ويتوقف شربه وإقامته عليه" هي أرجوزة من نظم الفقيه عبد السلام الزموري يمدح فيها الأتاي، ويوجز فيها بعض الخصائص والعادات التي ترافق إقامته، وفوائده، وما يحسن مراعاته عند شربه وأوقاته. وشرح هذه المنظومة الشيخ المكي البطاوري في كتاب عنوانه "شرح الأرجوزة الفائقة المستعذبة فيما يحتاج الأتاي إليه ويتوقف شربه وإقامته عليه"، في ما يقارب مائتي صفحة اشتمل على فوائد وأشعار ونوادر وأخبار 
| أتاي | مِثْل الأَتَاي الوَنْدَرِيزِ مَذْهَبَهْ * عَلَى صَفَا صِينِيَّةٍ مُلْتَهِبَهْ تَطَايَرَ الهَمُّ لَدَيْهِ وَ انْشَرَحْ * صَدْرُ الَّذِي يَشْرَبُهُ مِنَ الفَرَحْ | أتاي |

ومن الأغاني الشعبية التي تغنت بالشاي الأخضر، مجموعة راينا راي الجزائرية من خلال أغنية يا زينة ديري لاتاي: 
| أتاي | يا زينة ديري لاتاي ديري لاتاي... ومن القابسة للبراد ... يا زينة رِيبِي للواد رِيبِي للواد ... وجيبي نعناع جديد | أتاي |

وأغنية الصينية لمجموعة ناس الغيوان:
| أتاي | آْه يَا الصِّينِيَّة . . . أَيَا نْدَامْتِي وْلِيعَة بْرَّادِي فِينْ غَادِي يْتْشْحَّرْ ؟ أَيَا نْدَامْتِي وُحِيرَةْ بْرَادِي جَايْبِينْ جُوجْ مْجَامْرْ مْجْمْرْ عَامَرْ بِالْفَاخْرْ وُمْجْمْرْ بِاللّْظَى الْهَاجْرْ َفَاخْرْ صَارْ رْمَادُه لْقْلْبِي الْمْحْرُوقْ بْ لْبْعَادْ . . . آشْنُه ذَنْبْ الْبْرَّادْ آهْ يَا الصِّينِيَّة . . . | أتاي |

كما أن عددا من الشعراء الموريتانيين تغزلوا بالشاي، ومنهم الشاعر الشيخ سيدي، الذي يقول:
كما كتب الشاعر الموريتاني أبو مدين الديماني في الشاي شعرا، منه:
ومن بين من كتبوا شعرا في الشاي أيضا الشاعرُ الأديب محمد ولد أحمد يورة:

## معرض الصور

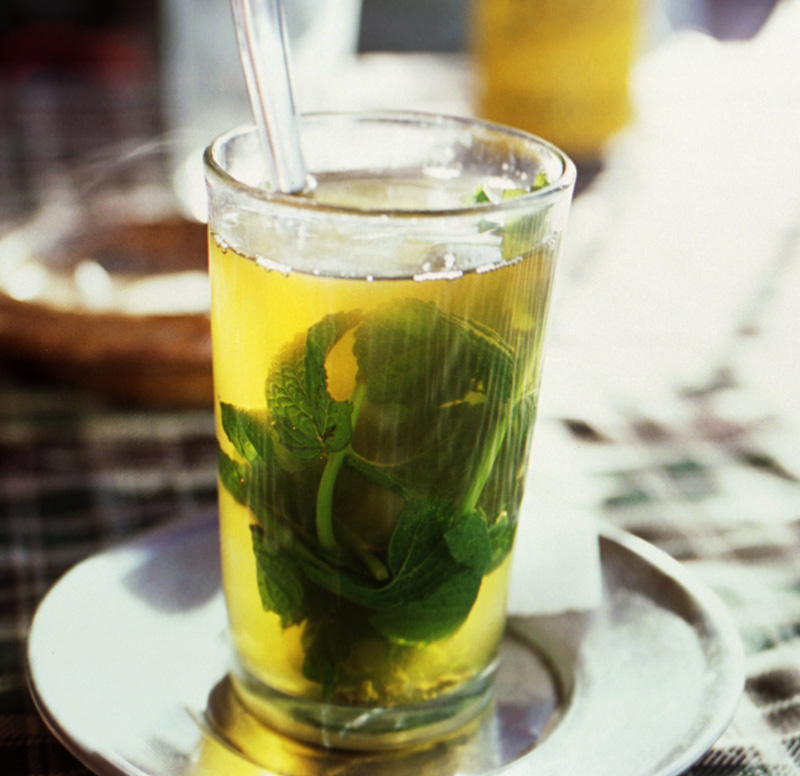
شاي النعناع المغربي في المغرب
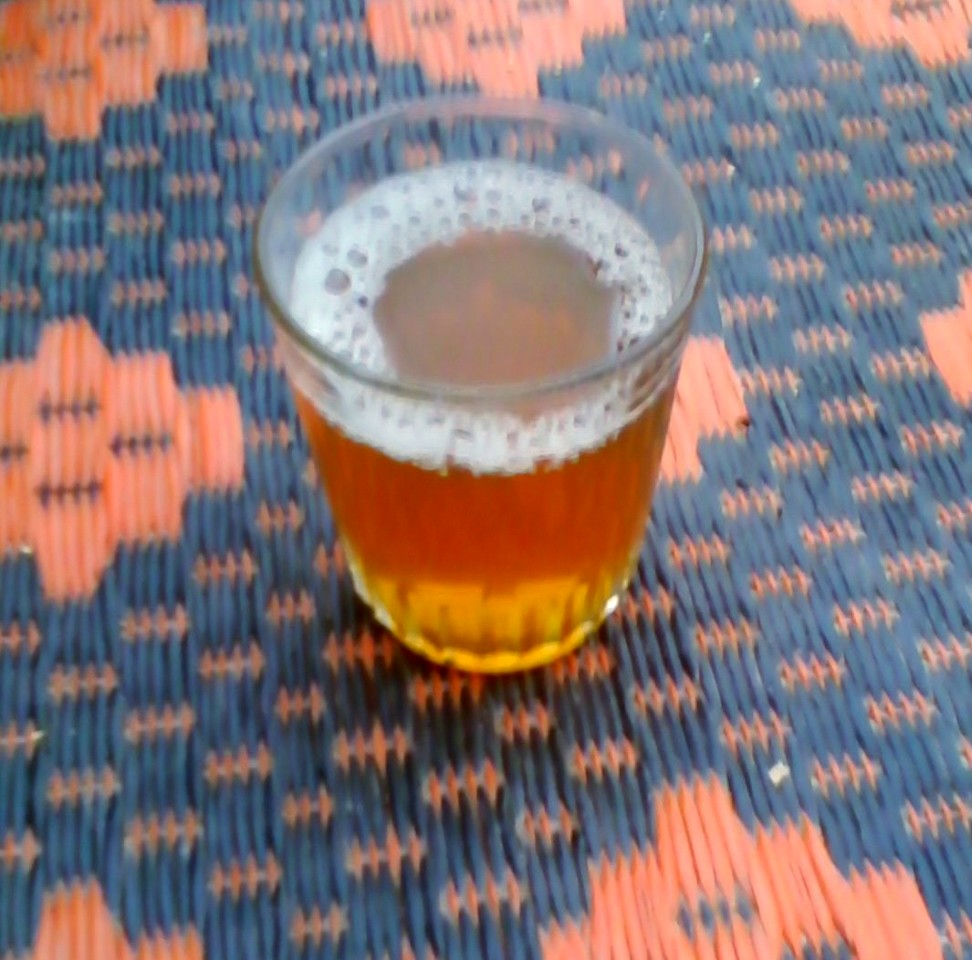
كأس شاي مغربي عادي
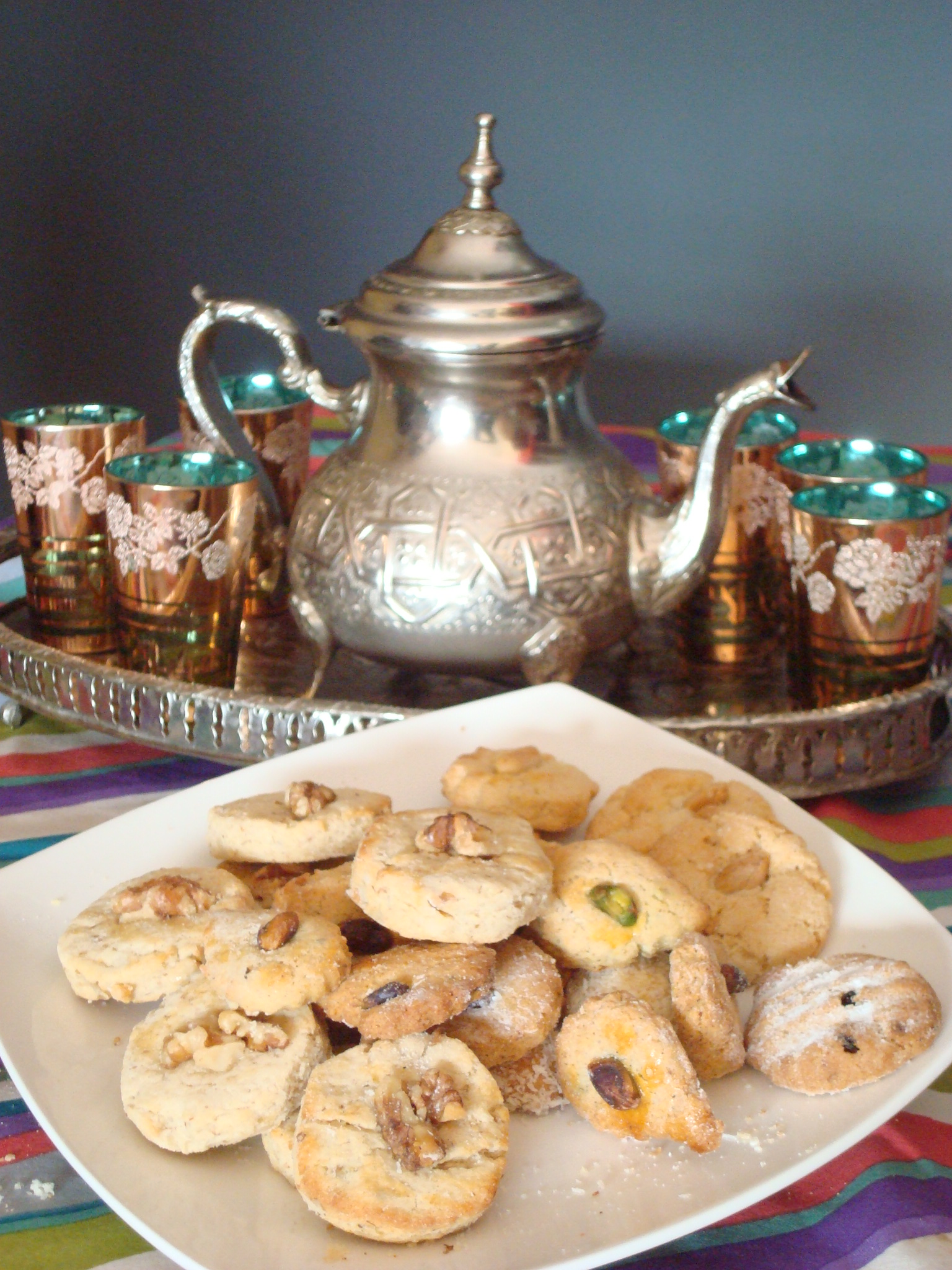
صينية أتاي، مع طبق من الحلويات التقليدية
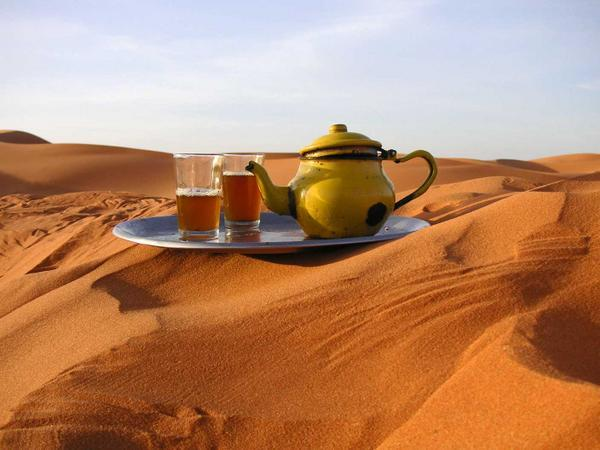
الشاي الجزائري في كثبان الصحراء
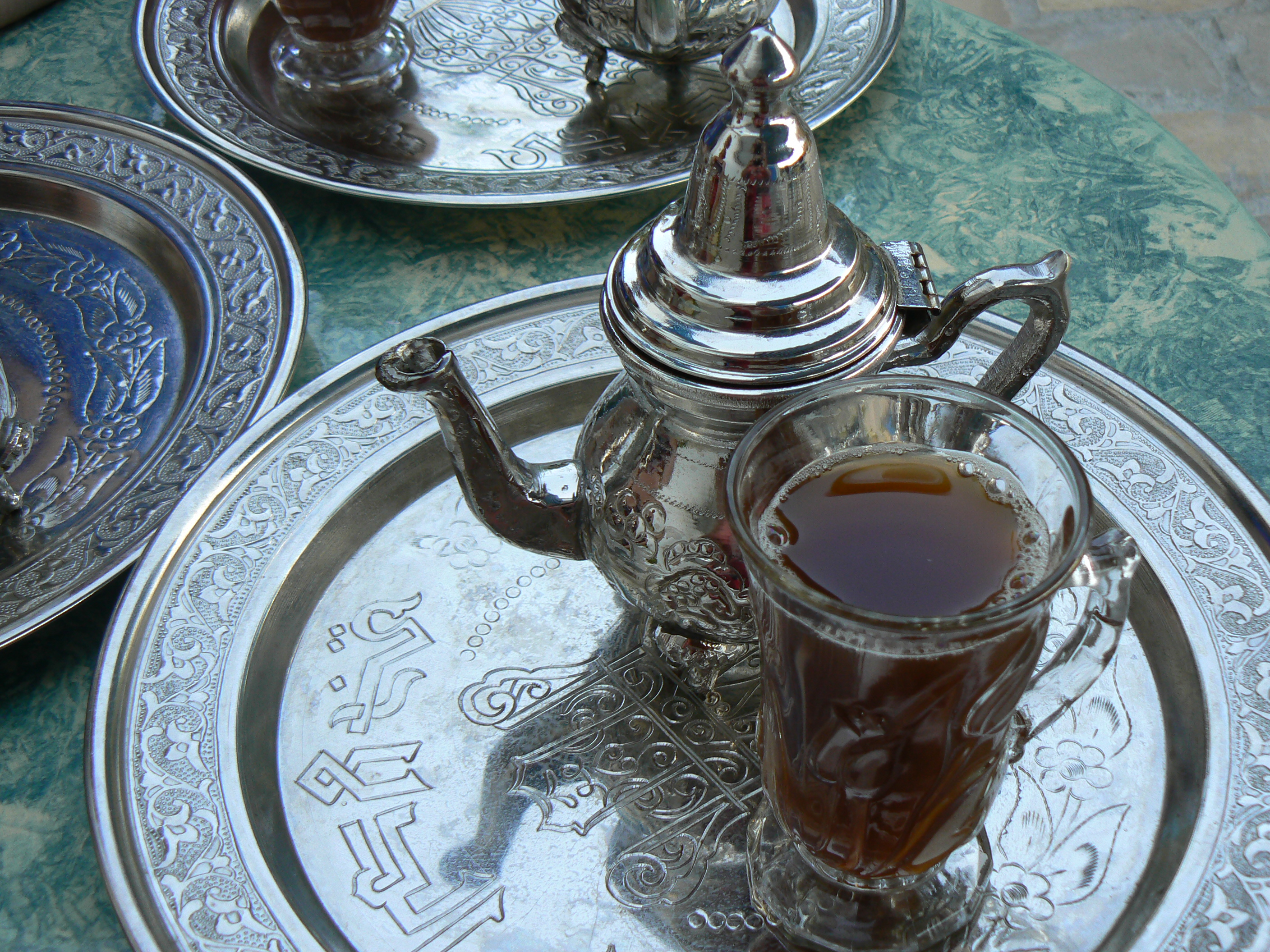
طقم شاي بالزخرفة تقليدية
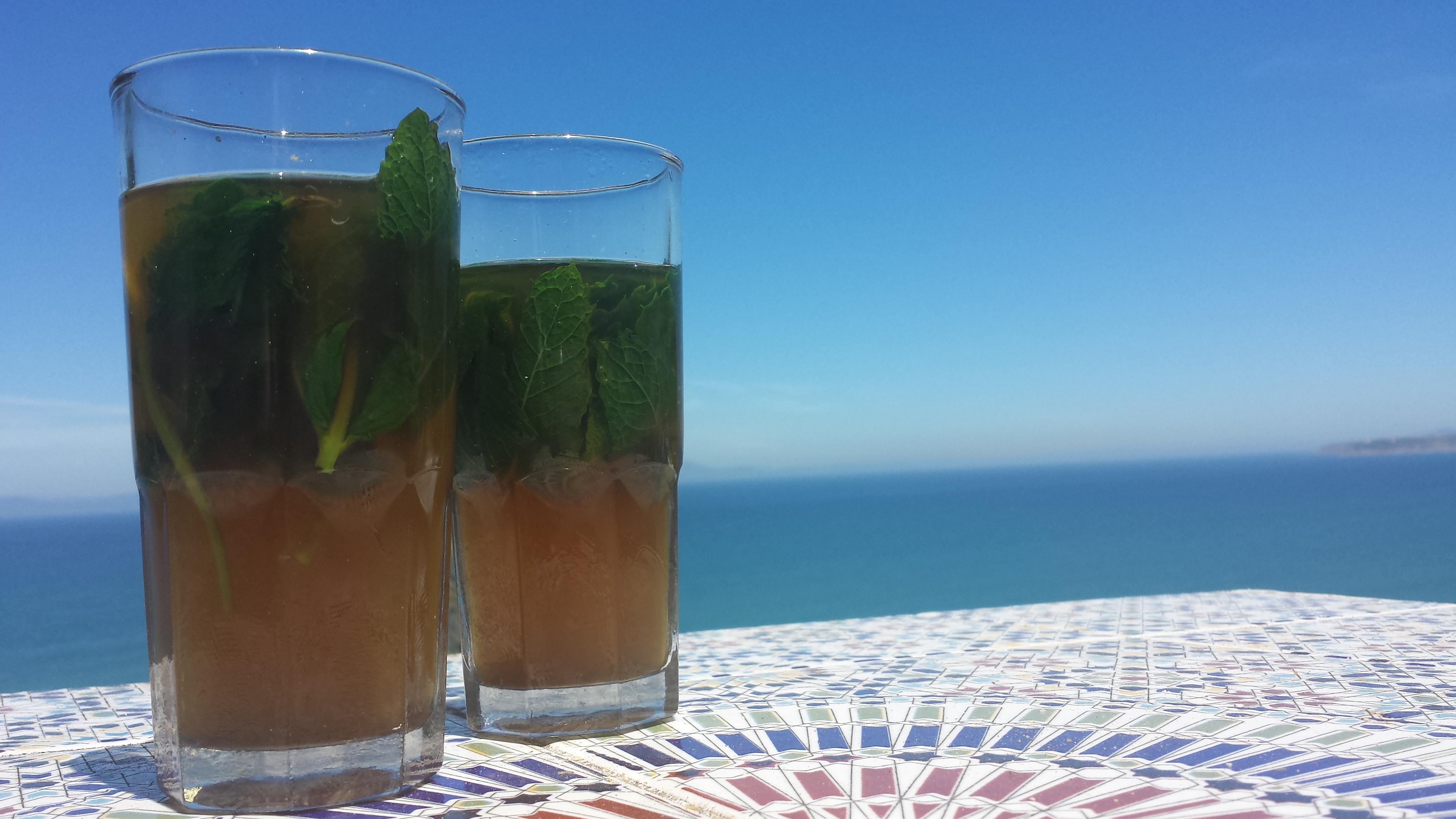
أكواب شاي مغربية بالنعناع، إطلالة على مضيق جبل طارق